# Улица Элку
Улица Э́лку (латыш. Elku iela, от латыш. elks — идол, божество) — короткая (85 метров) тупиковая улица в Риге. Расположена в Видземском предместье, в микрорайоне Браса. Начинается от улицы Сенчу, проходит в юго-западном направлении и заканчивается тупиком. С другими улицами не пересекается.
На всём протяжении имеет асфальтовое покрытие. Застроена многоквартирными домами, построенными преимущественно в 1930-е годы. Общественный транспорт по улице не курсирует.

## История
Новоустроенная улица была проложена от улицы Сенчу до территории бывшей фабрики резиновых изделий «Varonis» (ныне торговый центр — ул. Бривибас, 155). Название улице присвоено 9 июля 1937 года. Переименований улицы не было.
В течение многих лет, до конца жизни, на улице Элку проживала народная артистка СССР Эльза Радзиня (1917—2005).